# Sasfalu
Sasfalu település Romániában, Szilágy megyében. 

## Fekvése
Nagyilondától északra, Ilondapatak, Nagybúny és Szalmapatak közt fekvő település.

## Története
Sasfalu nevét 1553-ban említették először az oklevelek Sachay, Saczay neveken.
1567-ben Sasa Wyfalu, 1609-ben pedig Saza néven írták.
1639-ben Sássza I. Rákóczi György birtoka volt.
1850-ben 234 görögkatolikus lakosa volt.
Az 1910-es népszámláláskor Sasfalu-nak 296 lakosa volt, ebből 4 magyar, 288 román volt, melyből 280 görögkatolikus, 12 görögkeleti ortodox volt.
A trianoni békeszerződés előtt Szolnok-Doboka vármegye Nagyilondai járásához tartozott.